# Río Tampaón

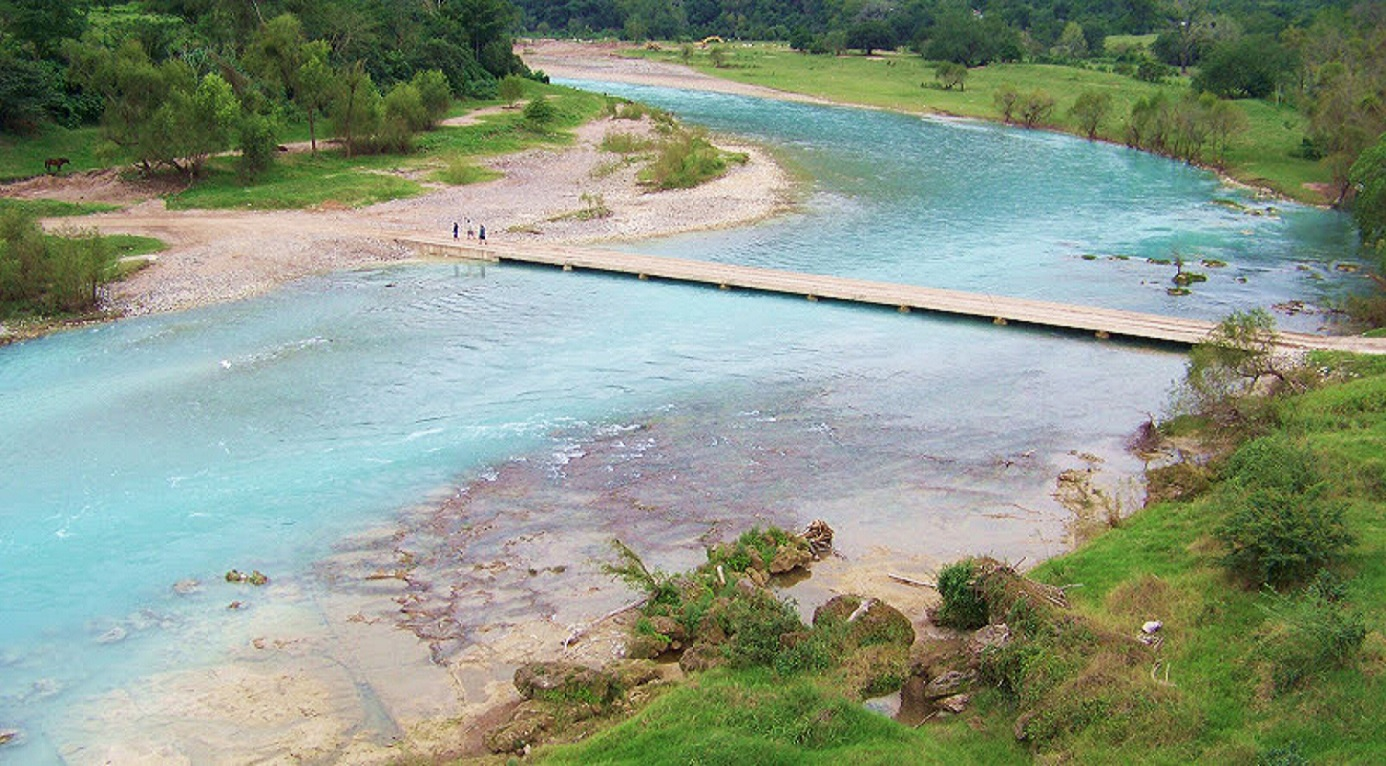
Steg über den Unterlauf des Río Tampaón

Der Río Tampaón (manchmal auch Río Tamuín) ist ein ca. 100 km langer Nebenfluss des Río Pánuco im Gebiet der Huasteca im Südosten des mexikanischen Bundesstaats San Luis Potosí. Während sein Oberlauf sich durch – von Menschen weitgehend unberührte – Bergschluchten zwängt, fließt der untere Abschnitt eher sanft dahin.

## Verlauf
Der Río Tampaón entsteht aus dem Zusammenfluss des Río Santa María und des Río Verde beim Wasserfall der Cascada de Tamul. Sein Oberlauf ist recht wild; sein eher gemäßigter Unterlauf berührt die der Kultur der Huaxteken zugerechneten archäologischen Stätten Tamtoc und Tamohi sowie die heutige Stadt Tamuín. Ungefähr 25 km östlich von Tamuín mündet er im flachen Küstenvorland des Golfs von Mexiko in den Río Moctezuma und bildet gemeinsam mit diesem den Río Pánuco.

## Nebenflüsse
Wichtigster Nebenfluss ist der von Norden kommende Río Valles.

## Aktivitäten
Der wilde Ober- und Mittellauf des Río Tampaón sind bei Wildwasserkanuten und Rafting-Touristen beliebt.